# Vereinslazarett Frohnau

Das Kasinogebäude am Bahnhof Berlin-Frohnau

Das Vereinslazarett Frohnau (1914–1919) war ein von dem preußischen Industriellen Guido Henckel von Donnersmarck (1830–1916) gegründetes und finanziertes Lazarett zur Behandlung kriegsversehrter Soldaten des Ersten Weltkriegs. Aus dem Vereinslazarett ging die nach dem Gründer benannte, bis heute tätige Fürst Donnersmarck-Stiftung hervor.

## Geschichte
Das Vereinslazarett Frohnau wurde am 5. August 1914, vier Tage nach Ausbruch des Ersten Weltkrieges, eröffnet. Es war in verschiedenen Gebäuden der Gartenstadt Frohnau untergebracht, die Guido von Donnersmarck 1907 erworben und 1910 offiziell gegründet hatte. Seit 1907 wurden in der Gartenstadt Frohnau durch die Berliner Terrain Centrale, ein Unternehmen Guido von Donnersmarcks, erste öffentliche Gebäude wie eine Turnhalle, ein Bahnhof oder ein Kasinogebäude errichtet. Bis zu 200 Kriegsversehrte konnten im Vereinslazarett zeitgleich versorgt werden, 65 davon im Kasinogebäude des Bahnhofs. Dies machte es möglich, Kriegsverletzte direkt aus dem Lazarettzug in das Gebäude zu verlegen und entsprechend schnell zu behandeln. Das Kasino, das zuvor einen Restaurantbetrieb beherbergt hatte, wurde hierzu aufwändig umgestaltet. Die Gasträume wurden zu Krankensälen, Toiletten zu Operationszimmern und der Weinkeller zu einem Röntgentraum umfunktioniert. Daneben gab es weitere Funktionsräume sowie einen Sektions- und Leichenraum.
Im September 1914 wurde dem Vereinslazarett Frohnau die Kriegslazarette St. Dominikus und St. Georg zugeordnet. Der Lazarettbetrieb wurde fortan arbeitsteilig organisiert. Aufgrund der günstigen Lage wurden in Frohnau weiterhin Schwerverletzte behandelt. St. Georg übernahm die medico-mechanische Nachbehandlung und St. Dominikus diente als Genesungseinrichtung. Insgesamt standen in Frohnau und dem benachbarten Hermsdorf damit mehr als 440 Betten zur Behandlung und Rehabilitation von Kriegsversehrten zur Verfügung. Das Lazarett wurde auf der Ausstellung für Verwundeten- und Krankenfürsorge im Kriege gezeigt, die vom 14. Dezember 1914 bis 31. Januar 1915 im Berliner Reichstag zu sehen war. Das Lazarett wurde am 1. März 1919 geschlossen.

## Organisation und Bedeutung des Vereinslazaretts Frohnau
Bei dem Vereinslazarett Frohnau handelte es sich um eine der zahlreichen zu Kriegsbeginn gegründeten dezentralen Einrichtungen zur Versorgung und Rehabilitation von Kriegsversehrten des Ersten Weltkrieges. Allein im Großraum Berlins gab es 1916 ungefähr 250 derartiger Lazarette. Die organisatorische und medizinische Leitung des Lazaretts lag, zusammen mit der des St. Dominikus Stifts, ab 1914 in den Händen von Max Berg, dem Leibarzt der Familie von Donnersmarck. Berg setzte sich daneben für die Reorganisation und Besserstellung des Pflegepersonals ein. Das Vereinslazarett Frohnau diente ihm dabei als Modellbetrieb. Anders als dies zu Beginn des 20. Jahrhunderts in Pflegeeinrichtungen üblich war, setzte er dort von 1915 an die „Trennung des Pflegepersonals für Tag- und Nachtdienst“, eine „8½ bis höchstens 9 stündige Arbeitszeit“, vier bis fünf Wochen Erholungsurlaub im Jahr und „die Möglichkeit weitgehender Sonntagsruhe“ um. Damit wollte er der „Überbürdung“ des Pflegepersonals vorbeugen.  